# Arado Ar 234
Arado Ar 234 Blitz byl druhým německým letounem s reaktivním pohonem a prvním proudovým bombardérem vůbec. Byl to také první letoun na světě standardně vybavený brzdícím padákem pro zkrácení dojezdu během přistání.

## Vývoj

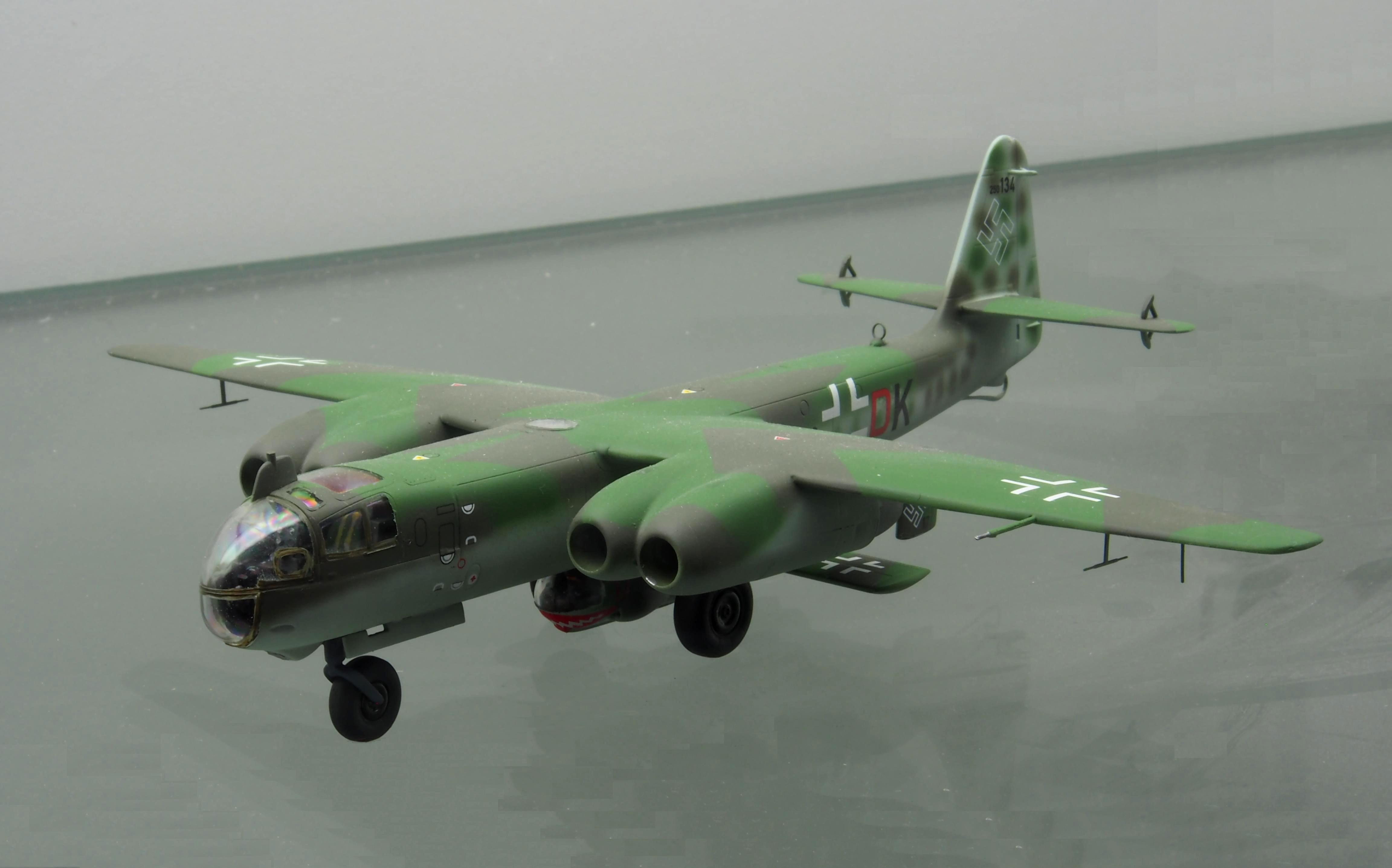
Model Arada Ar 234 V21 přepravující Arado E.381 v muzeu ve Špýru

Práce na konstrukci nového typu letounu byly zahájeny v projektovém týmu firmy Arado Flugzeugwerke GmbH tehdy se sídlem v Brandenburgu-Neuendorf již na podzim roku 1940, a to na základě objednávky ministerstva letectví (tzv. Reichsluftfahrtministerium – RLM). RLM objednalo vývojové práce na rychlém průzkumném letadle, které mělo být poháněno proudovými motory. Proudové motory byly v té době vyvíjeny společnostmi Junkers a BMW (Bayerische Motorenwerke GmbH). Z návrhů překypujících technickou fantazií, předkládaných vedoucím konstruktérem firmy Arado inženýrem Walterem Blumem ministerstvu byl 24. října roku 1941 přijat vcelku konvenčně řešený projekt (ozn. Ar E-370) dvoumotorového hornoplošníku s přímým křídlem a s motory umístěnými v gondolách pod ním. Dlouho se uvažovalo nad koncepcí podvozku a nakonec bylo přijato řešení předpokládajíc použití tříkolového startovacího vozíku s tím, že letadlo bude přistávat pomocí velké výsuvné lyži upevněné pod trupem a stabilitu stroje zajistí pomocné lyže vysunuté z motorových gondol. Hmotnost přistávacího zařízení u takto vybaveného letadla neměla převyšovat 3% z celkové hmotnosti stroje.
Firma Arado získala objednávku na stavbu šesti zkušebních strojů a později, v prosinci 1942, byl tento počet zvýšen na dvacet. Všechny nesly označení Ar 234 V1 až V20 (V jako Versuchs … – zkušební). Současně se objevily úvahy o využití nového typu jako rychlého bombardéru a v únoru 1943 RLM také rozhodlo o stavbě více prototypů Ar 234 s příďovým zatahovacím podvozkem.
V únoru 1943 konečně do firmy Arado dorazily dva předsériové proudové motory Jumo 004 A-0, které byly ihned zabudovány do Ar 234 V1. Následně byly provedeny pojezdové zkoušky, které však brzy ukázaly, jak jsou nové motory slabé. Dávaly totiž nedostatečných 8,23 kN (840 kp tahu).
Dne 18. července 1943 byl dokončený prototyp Arado Ar 234 V1 (Werk-Nr.130001, TG+KB) demontován a přepraven na letiště Rheine. První let prototypu, již s letovými motory Jumo 004, se uskutečnil 30. července roku 1943, který provedl šéf zkušebních pilotů firmy Arado Flugkapitän (čestný titul, udělovaný civilním pilotům po nalétání 1000 hodin) Heinz Selle. Dne 19. srpna 1943 byl Ar 234 V1 po zkušebním letu těžce poškozen v důsledku chyby pilota při přistání a musel být vyřazen.
Flugkäpitan Selle zalétal 13. září 1943 také druhý prototyp Ar 234 V2 (Werk-Nr.130 002, DP+AX) a 29. září i třetí prototyp Ar 234 V3 (Werk-Nr.130 003, DP+AW), který byl vybaven přetlakovou kabinou a vystřelovací sedačkou. Dne 1. října 1943 havaroval také Ar 234 V2 v jehož troskách Heinz Selle zahynul. Novým šéfem zalétávacích pilotů firmy Arado se stal Flugkapitän Joachim Carl.
26. listopadu 1943 Walter Kröger zalétal Ar 234 V4 (Werk-Nr.130 004, DP+AV). Téhož dne byl třetí prototyp předveden Adolfu Hitlerovi na výstavě nových leteckých konstrukcí v Insterburgu ve Východním Prusku.
22. prosince 1943 provedl zkušební pilot U. Janssen první lety s Ar 234 V5 (Werk-Nr.130 005, GK+IV). Měl již nové motory Jumo 004 B-0, jejichž tah se příliš nezměnil, ale byly o 90 kg lehčí. Při zkouškách byly neustálé problémy s odhazovacími podvozky (jejich hmotnost byla 600 kg a při odpoutání stroje je musel brzdit padák).

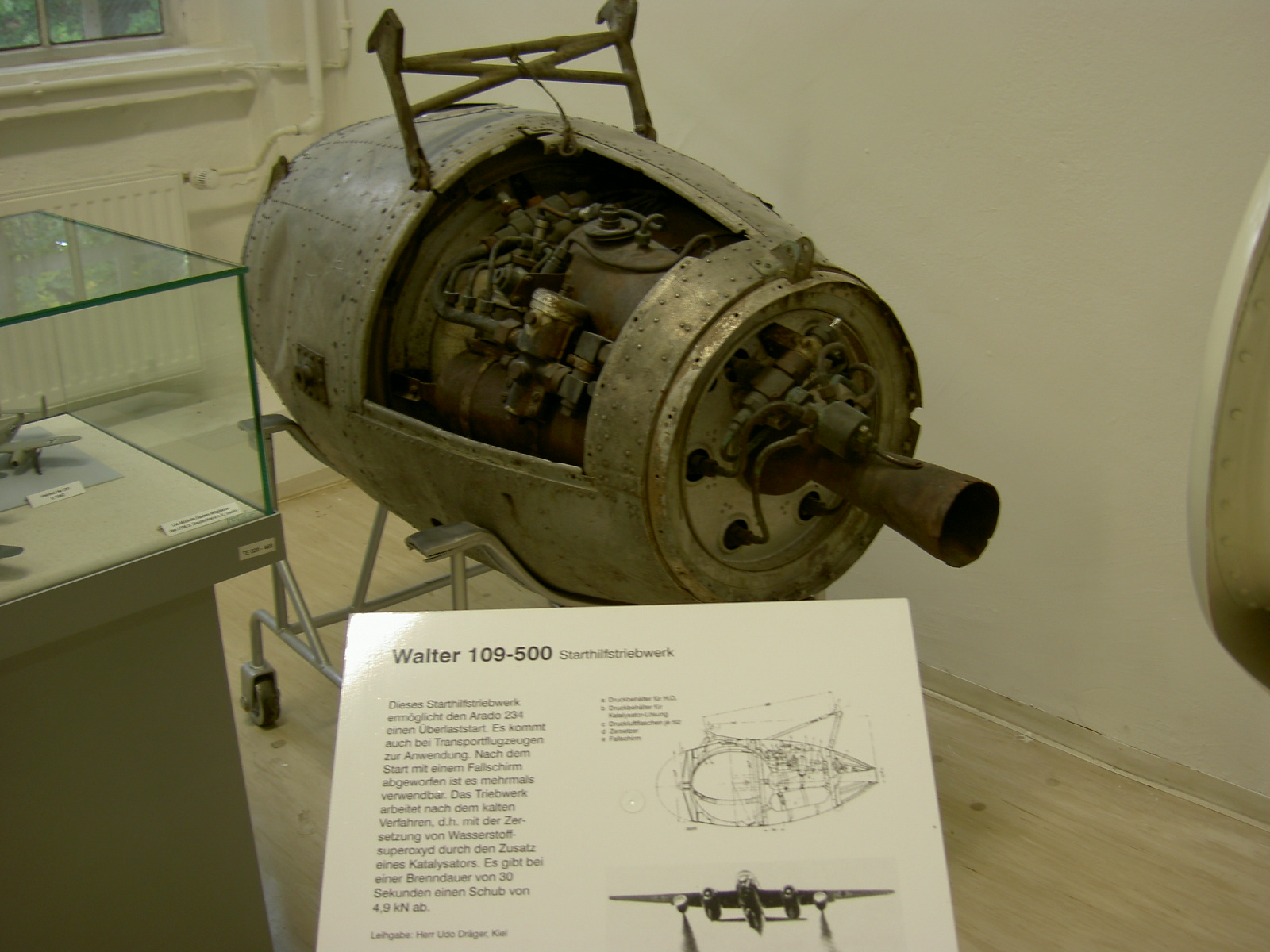
Pomocný raketový motor Walter 109-500 pro Arado Ar 234, Luftwaffenmuseum Berlin-Gatow

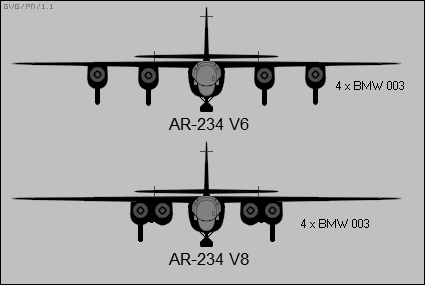
Arado Ar 234 V6 a Ar 234 V8

V některých případech startovala Arada s pomocí dvojice kapalinových raketových motorů typu Walter 109-500A-1 o tahu 4,19 kN každý, umístěnými pod vnějšími částmi křídla. Se zásobou peroxidu vodíku a manganistanu sodného na 30 sekund chodu vážil tento motor 280 kg. Po startu a vyčerpání paliva byly pomocné raketové motory odhozeny a pomocí padáku dopraveny na zem pro opětovné použití. Systém navzájem propojených elektrických tlakových spínačů zajišťoval v případě poruchy jednoho z motorů vypnutí druhého, aby se předešlo asymetrii tahu.
Prototyp Ar 234 V6 (Werk-Nr. 130 006, GK+IW) měl instalovánu čtveřici proudových motorů BMW 003 A-0 o tahu po 7,84 kN ve čtyřech samostatných gondolách. Během zkušebního letu 1. června 1944 došlo k poruše všech čtyř pohonných jednotek a pilot Janssen při následném nouzovém přistání na poli vážně poškodil spodní trupovou část.
Prototyp Ar 234 V7 (Werk-Nr.130 007, GK+IX) byl identický s V5, byl však navíc vybaven dvěma kamerami Rb 50/30 v zadní části trupu. Oba prototypy byly v červnu 1944 předány do Oranienburgu 1. Staffel zkušebního oddílu velitelství Luftwaffe. Letouny dostal na starost Oberleutnant Horst Götz a Leutnant Erich Sommer, kteří se začali s novými stroji připravovat na operační nasazení.
Následující prototyp Ar 234 V8 (Werk-Nr.130 008, GK+IY) byl poháněn čtyřmi turbokompresorovými proudovými motory BMW 003 A-0 umístěnými ve zdvojených gondolách pod křídlem.
Od neperspektivních prototypů eventuální sériové verze A, vzlétajících pomocí odhazovatelných startovacích vozíků, se pozornost zaměřila na verzi B (projekt E371) se zatahovacím podvozkem a s motory Jumo 004 B-1 o tahu 8,72 kN (890kp). První prototyp Ar 234 V9 (Werk-Nr.130 009, PH+SQ) vzlétl 12. března 1944. Další prototyp „Béčka“ Ar 234 V10 (Werk-Nr.130 010, PH+SR) absolvoval první let 7. dubna téhož roku. Oba stroje byly vybaveny přetlakovou kabinou. 7. dubna 1944 Leutnant Kurt Zechner provedl první let s letounem V9 se zavěšenou pumou SC 1000 pod trupem a o tři dny později se dvěma pumami SC 500 zavěšenými pod motorovými gondolami.
Dne 10. května 1944 provedl Walter Kröger premiérový let s dalším prototypem verze B, Ar 234 V11 (Werk-Nr.130 011, PH+SS), který byl vybaven autopilotem Patin PDS-11.
První kus nulté série Ar 234 B-2, jejichž výroba byla zahájena v květnu 1944, byl zalétán 8. června Flugkapitänem Carlem. 27. července 1944 došlo během testovacího letu ke ztrátě prototypu V10 v důsledku požáru levého motoru. Samotné letouny nulté série byly využívány jako prototypy pro zkoušky rozličného vybavení. Druhý vyrobený letoun byl vybaven autopilotem Patin PDS a bombardovacím zaměřovačem Lofte 7K, třetí stroj nulté série měl prodloužený trup a osmý sloužil k testům zaměřovače pro střemhlavé bombardování BZA 1B.
Produkce prototypů pokračovala Ar 234 V12 (Werk-Nr. 130 0012, PH+ST) s premiérovým letem 5. října 1944 (Flugkapitän Kunz), který byl zkoušen s přídavnými nádržemi, Ar 234 V13 (Werk-Nr.130 013, PH+SU) se čtyřmi motory BMW 003 A-1, Ar 234 V14 (Werk-Nr.130 014, PH+SX) testovaný s rádiovou aparaturou a Ar 234 V15 (Werk-Nr.130 015, PH+SY) s instalovanými čtyřmi motory BMW 003 A-1 sloužil k jejich zkouškám a výškovým letům. Prototyp V16 měl být opatřen šípovým křídlem ing. Kosina s úhlem šípu 37° u kořene a 25° na vnějších částech. Nové křídlo dokončené v dubnu 1945 však nebylo namontováno z důvodu obsazení výzkumného střediska britskými vojsky.
Celkem bylo vyrobeno 238 letadel (v jiných pramenech se uvádí 210 kusů) Arado Ar 234, z toho 32 prototypů V1 až V32, 20 letadel nulté série verze B-2 a 186 sériových strojů této verze.
Letouny Ar 234 byly vyráběny v závodech v Brandenburgu, Neubrandenburgu a ke konci války v Alt Lönewitz v Sasku. Konstrukční kanceláře společnosti Arado byly před kapitulací přemístěny do Landeshutu (Kamienna Góra) v Dolním Slezsku.

## Bojové nasazení

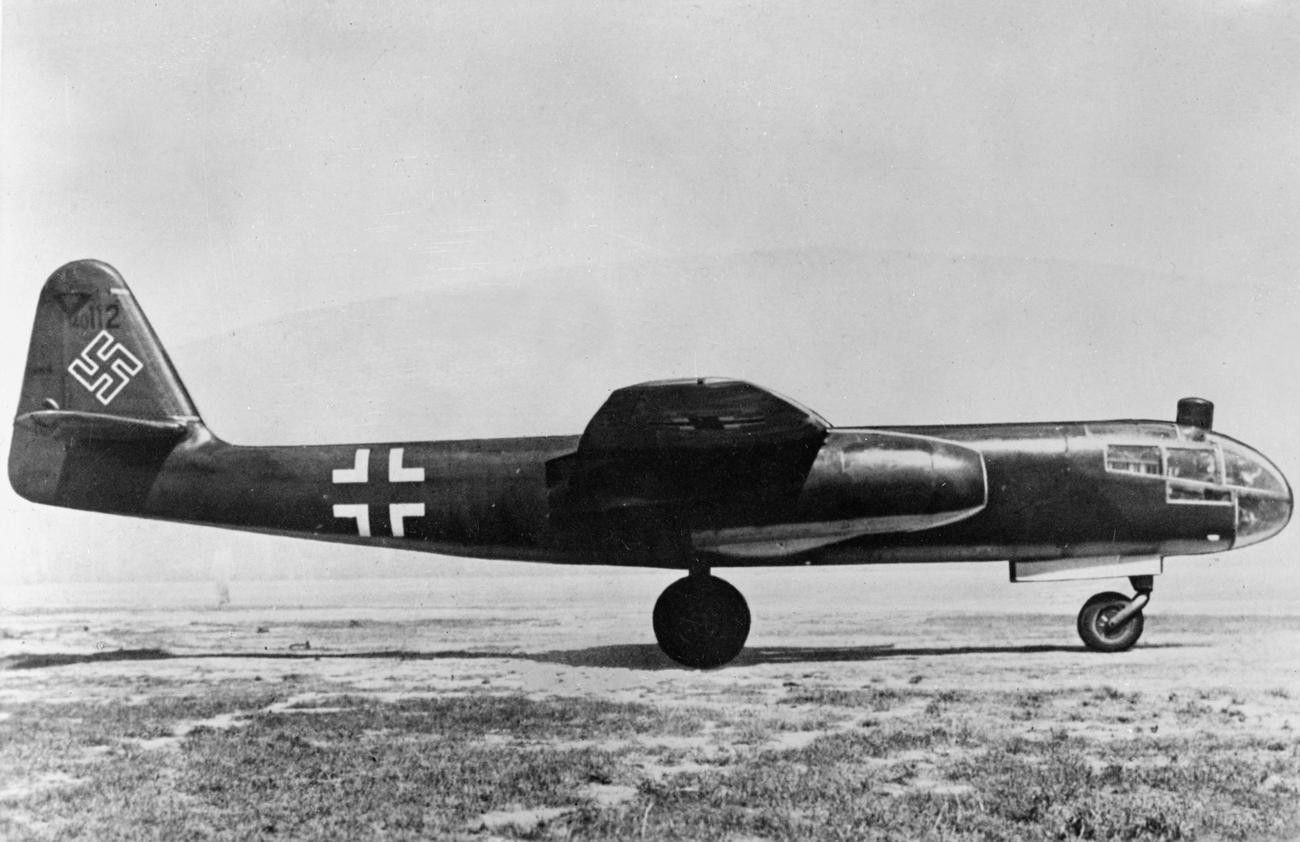
Arado Ar 234 B-2 (Werk-Nr.140 112)

Průzkumné jednotky Luftwaffe, které se pokoušely fotografovat spojenecké jednotky vyloděné v Normandii, utrpěly těžké ztráty od hlídkujících stíhačů a často ani nepronikly nad své cíle. Velitelé německých pozemních vojsk tak zůstávali v téměř naprosté nevědomosti o situaci za linií fronty. Aby byl tento nedostatek překonán, obdržel Horst Götz po návrhu Oberstleutnanta Knemeyera z Technisches Amtu RLM rozkaz, aby se přesunul se svým oddílem z Oranienburgu do Juvincourtu nedaleko Remeše ve Francii. 25. července 1944 vzlétla obě Arada Ar 234 V5 a V7 z Oranienburgu, avšak Götzův letoun se musel pro poruchu motoru vrátit. Erich Sommer pokračoval bez nehody na své nové působiště.
K první průzkumné akci letounu Arado Ar 234 V7 odstartoval E. Sommer 2. srpna 1944. Během tří rovnoběžných průletů od linie pobřeží směrem do vnitrozemí vyfotografoval na 380 snímků, na které zachytil téměř celé území ovládané Spojenci v Normandii. V ten samý den do Juvincourtu dorazil také Horst Götz s druhým Ar 234. Během následujících tří týdnů oba letouny vzlétly ke třinácti dalším akcím. 28. srpna obdržel Horst Götz rozkaz o přesunutí obou Ar 234 z Juvincourtu do Chievres před postupující americkou armádou.
Götzův stroj byl před přistáním na nové základně poškozen vlastní protiletadlovou palbou. Pilot se rozhodl nadále letuschopný Blitz přelétnout do Oranienburgu, kde mohl být náležitě opraven. Zde byl letoun opět poškozen při nouzovém přistání na břicho, které proběhlo bez vysunutých klapek při rychlosti 300 km/h. Téměř ihned po dosednutí vjel do Ar 234 V5 startující letoun Focke-Wulf Fw 190, který průzkumnému letounu vrtulí zdemoloval ocasní plochy. Poraněný Götz skončil na několik týdnů na léčení, ze vzácného stroje byl vrak. Sommer se svým Aradem přistál v Chievres bez obtíží, avšak o několik dní později se musel opět přesunout před postupujícími americkými tanky do Volkelu v Nizozemsku. Po náletu více než stovky letounů Avro Lancaster Royal Air Force 3. září 1944 na toto letiště, přelétl na druhý den Sommer svůj Blitz na novou základnu Rheine u Osnabrücku. Zde se Götzova jednotka, nyní označovaná Kommando Sperling, postupně rozšířila až na devět Ar 234 B.
Kromě letů nad Francií, Belgií a Nizozemskem uskutečnilo Kommando Sperling 5. a 6. října operační lety nad Anglií. Dne 25. listopadu zahynul při nehodě stroje Ar 234 B-2 (Werk-Nr.140 304) Feldwebel Wendt z tohoto útvaru. Začátkem roku 1945 se Götzovo Kommando Sperling rozrostlo na 1. Staffel Fernaufklärungsgruppe 123.
V listopadu 1944 vznikla na letišti Biblis nedaleko Wormsu druhá jednotka nazvaná Kommando Sommer pod velením Oberleutnanta Sommera s piloty Leutnantem Güntherem Gniesmerem a Feldwebelem Arnoldem. Se svými třemi Blitzi operovalo z italského letiště Udine a sledovalo pohyby spojeneckých armád na italské frontě. 11. dubna 1945 byl Gniesmer sestřelen dvojicí North American P-51 Mustang z 52. stíhací skupiny USAF, které sedlali poručíci Hall a Cooper. Při opuštění poškozeného letounu utrpěl těžká zranění, kterým 13. dubna podlehl v nemocnici ve městě Ferrara. Krátce po sestřelení Gniesmera poškodil Arnold svůj letoun při nočním přistání a do 24. dubna prováděl bojové lety pouze Sommer.
Začátkem roku 1945 byly Ar 234 B-2 vybaveny další průzkumné jednotky. Jednalo se o 1.(F)/33 pod velením Hauptmanna Heffena, která v dubnu 1945 operovala z letiště Grove v Dánsku, 1.(F)/100 Hauptmana Holterta operující nad Bavorskem a Rakouskem s úkolem zjišťovat směry útoků americké 3. armády a 1.(F)/123 pod velením Hauptmanna Feldena. Felden zahynul 11. února 1945, když byl sestřelen osmičlennou skupinou letounů Hawker Tempest z 274. perutě RAF pod velením Squadron Leadera Davida Fairbankse a na jeho místo byl dosazen Horst Götz, povýšený na Hauptmanna. Letka 1.(F)/123 byla od 23. března do 6. května 1945 postupně umístěna na letištích v Rheineslenu, Blankesee a Höhnu. Zde byly po kapitulaci zničeny všechny její stroje, aby nepadly do rukou spojencům.
Průzkumná verze Ar 234 se na konci II. světové války nacházela rovněž ve výzbroji 1.(F)/5 dislokované na norské základně Stavanger-Sola. Jedinou jednotkou vybavenou bombardovacími Ar 234 byla KG 76.
V červenci 1944 byl na letišti Alt Lönnewitz zahájen výcvik pilotů III./KG 76 na letounech Ar 234 B-2. V prosinci 1944 byla na letišti Münster-Hendorf vytvořena Einsatzstaffel III./KG 76 se šestnácti Ar 234 pod velením Hauptmanna Diethera Lukesche, která na Blitzech prováděla bojový výcvik. 24. prosince 1944 Lukesch odstartoval z Münster-Hendorfu s dalšími osmi Ar 234 k uskutečnění prvního náletu proudovými bombardéry v dějinách letectví, když stroje z III.KG 76 dvakrát během dne bombardovaly Lutych 500 kg pumami. Při dalším náletu následujícího dne byl sestřelen letoun Ar 234 Leutnanta Alfreda Franka Tempestem P/O R. Verrana z 80. perutě RAF, který byl nucen nouzově přistát v Nizozemsku. Značné ztráty utrpěla III./KG 76 také při nehodách. V 6./KG 76 zahynul jeden pilot, v 7./KG 76 dva a další čtyři byli zraněni. Situace se zlepšila v lednu 1945, když byla cvičná jednotka II./EKG 1 (původní Einsatzstaffell III./KG 76) vybavena dvoumístnou verzí Messerschmitt Me 262 B-1a. 1. ledna 1945 vyvedl Lukesch čtyři Ar 234 B na první noční bombardovací akci proudových strojů. Hlavním cílem letu však bylo zmapovat počasí nad Belgií a Nizozemskem v rámci přípravy operace Bodenplatte. Pumy byly odhozeny na Brusel a Lutych. Později téhož rána vedl Lukeschův zástupce Oberleutnant Artur Stark šest Ar 234 k náletu na britské letiště Gilze Rijen v Nizozemsku. Pro nepříznivé meteorologické podmínky byly během ledna provedeny pouze čtyři další bombardovací akce Blitzů. 2. ledna Lutych, 14. ledna Bastogne a 20. a 24. ledna Antverpy. Během tohoto období byly proudovými Arady přezbrojovány I. Gruppe a zbytek III. Gruppe KG 76, která byla ve třetím lednovém týdnu v plném stavu. 23. ledna přelétlo 18 letounů 7. a 8. Staffel na novou operační základnu v Achmeru. Nad letištěm však byly atakovány stroji Supermarine Spitfire 401. (kanadské) perutě, které tři Ar 234 sestřelily a dvě poškodily.
8. února napadlo sedm strojů Ar 234 cíle nedaleko Bruselu a 16. února byly provedeny dva nálety III./KG 76 na britské oddíly u Cleve, kterého se účastnilo po šestnácti Blizech. 21. února 1945 bylo vykonáno 37 náletů na pozice britských pozemních jednotek u Cách. Akce Ar 234 v obdobném rozsahu pokračovaly po zbytek února až do března.
Po přezbrojení III. Gruppe byla s přechodem na proudová bombardovací Arada další na řadě II. Gruppe KG 76. Koncem února byla za bojeschopnou prohlášena její 6. Staffel, která se přemístila do Hesepe.
Bojové ztráty bombardovacích Ar 234 vzrostly 24. února, kdy byl sestřelen Blitz (Werk-Nr.140 173, F1+MT) americkými stíhačkami Republic P-47 Thunderbolt z 364. stíhací skupiny. Letoun nouzově přistál u Segelsdorfu, kde byl zabaven americkými jednotkami a neprodleně odeslán k prozkoumání do britského zkušebního střediska ve Farnborough. Další dvě proudová Arada (Werk-Nr.140 166 a 140 178) byla ztracena 2. března 1945 při náletu na britské tanky u Dürenu, včetně pilotů Oberleitnantů Rogeleho a Starka. Od 7. března se III./KG 76 pokoušela zničit Ludendorffův most spojující břehy Rýna u Remagenu, který obsadili Američané. Během náletu na most tří Ar 234 9. března byl jeden bombardér sestřelen protiletadlovou obranou. Bez úspěchu skončilo také 18 náletů na Ludendorffův most 12. března, podobně jako nálet devatenácti Blitzů o den později. 14. března za pokus o zničení mostu zaplatila jednotka čtveřicí z jedenácti útočících Ar 234, které si na konto připsali hlídkující britští a američtí stíhači.
19. března se čtyři proudová Arada vydala proti cílům v oblasti Bruselu. Při této akci Leutnant Croissant odhodil tříštivou 500 kg pumu na letiště Melsbroek, která poškodila jeden ze stíhacích strojů Gloster Meteor 616. perutě RAF.
5. dubna 1945 se zbylé Ar 234 KG 76 přesunuly do Kaltenkirchenu nedaleko Hamburku. Jednotka byla vysílána proti cílům na západní i východní frontě. 6. dubna provedly Ar 234 nálet na most přes průplav u Vinte, 7. dubna na sovětské pozemní jednotky v oblasti Jüterborg-Zossen jižně od Berlína, 10. dubna na dálnici mezi Bad Oeynhausen a Hannoverem atd.
Posledním letadlem Luftwaffe, které se objevilo během války nad Velkou Británií bylo právě Arado Ar 234B-1, které 10. dubna 1945 vzlétlo k průzkumnému letu nad Skotsko z letiště Sola u Stavangeru v Norsku.
Další Ar 234 KG 76 byl Thunderbolty sestřelen 12. dubna u Brém a o týden později dorazily u Osnabrücku Mustangy 78. stíhací skupiny protiletadlovou palbou poškozený další Blitz. Následující den zlikvidovaly dva stroje Hawker Typhoon 182. perutě RAF stojící Ar 234 na letišti Nordholz. 29. dubna americké Mustangy u Berchtesgadenu sestřelily Ar 234 z 1.(F)/100 a posledním Blitzem ztraceným ve vzdušném boji se stal přistávající Ar 234 na letišti Holm piloty 350. stíhací perutě belgického letectva. Většinou se ale spojenečtí piloti shodovali, že Ar 234 mohlo za určitých podmínek uletět každé spojenecké stíhačce díky rychlosti.
K poslední zaznamenané operační akci KG 76 došlo 3. května 1945, kdy s Blitzem III. Gruppe 8. Staffel vzlétl odpoledne z Lecku Feldwebel Drews proti vozidlům jižně od Bremerförde.
Pro úkoly nočního stíhání byly Ar 234 B-2 vybaveny radarem FuG 216 Neptun V s anténami na přídi letounu. Vlastní zařízení bylo instalováno místo kamer, kde se také nacházelo stanoviště operátora. Hlavňovou výzbroj tvořila dvojice kanónů MG 151/20 umístěná v demontovatelném pouzdře pod trupem. Do konce roku 1944 byly na verzi Ar 234 B-2/N Nachtigall přestavěny tři Ar 234 B-2 a Ar 234 V12. Dne 11. prosince 1944 byla na příkaz velitele Luftwaffe Reichsmarrschalla Hermanna Göringa vytvořena zkušební noční stíhací jednotka Einsatzkommando Nacht 234 (EKO N 234) se základnou na letišti Oranienburg. Velením jednotky byl pověřen Hauptmann Josef Bisping. Bisping spolu se svým navigátorem-radarovým operátorem Hauptmannem Albertem Voglem provedli do 23. února 1945, kdy zahynuli při nevydařeném startu, více než deset bojových letů. 1. března dorazila na letiště Oranienburg druhá posádka ve složení pilot Oberleutnant Kurt Bonow, který převzal velení a radarový operátor Feldwebel Bepp Marchetti. Přestože několikrát narazili na stroje De Havilland Mosquito, nepodařilo se jim žádný sestřelit. Také třetí osádka EKO N 234 (také Kommando Bonow), která byla k jednotce přidělena koncem března 1945, Oberleutnant Gustav Francsi a Oberleutnant Josef Putzkühl, nesestřelila do konce války žádný nepřátelský stroj.
Němci stihli do konce války vyrobit 210 až 238 kusů (liší se podle zdroje) Ar 234, zhruba dvě třetiny z nich byly odeslány ke svým jednotkám.

## Po válce
Po skončení války letadla Arado Ar 234 získali Spojenci, kteří využili poznatky této nové konstrukce (Jedenáct letounů testovali Britové, čtyři Američané, dva Francouzi a jeden Sověti). Hodnocení Ar 234 bylo příznivé. Teprve po válce se zjistilo, že Arado 234 byla vybavena zařízením Egon k bombardování naslepo. Přesný bod odhozu pum byl určován v součinnosti s dvojicí pozemních radiolokátorů typu „Freya“. Jeden z mnoha pilotů, kteří zkoušeli po válce Ar 234 byl i kapitán Eric Brown, známý britský zkušební pilot.
Do dnešní doby se dochoval pouze jediný exemplář Ar 234, který byl v rámci Operace Lusty přesunut do USA a dnes je k vidění v leteckém muzeu Steven F. Udvar-Hazy Center na mezinárodním letišti Washington Dulles.

## Varianty
Ar 234B-0
Jde o fotoprůzkumnou verzi letadla se sadou kamer Rb 50/30 nebo Rb 75/30 (Reihenbildkamera).
Ar 234B-1
Průzkumná verze s autopilotem Patin PDS a s možností nést nádrže.
Ar 234B-2 „Blitz“
Univerzální verze použitelná k průzkumu i bombardování. Mohla nést jednu pumu pod trupem a celkem dvě až čtyři na závěsnících pod motorovými gondolami. Stroje byly dodávány s variabilním vnitřním vybavením.
Ar 234B-2/bpr
Tato jeho podverzi měla zabudovaného autopilota (p), kamery (b) a mohla nést přídavné nádrže (r).
Ar 234C
V únoru 1944 byl vyzkoušen stroj Ar 234 V8, prototyp čtyřmotorové verze Ar 234C s motory BMW 003A a časem byly do zkoušek zařazeny další letadla s různým uspořádáním motorových gondol pod křídly. Nakonec bylo přijato rozhodnutí umístění dvojic motorů pod křídly vedle sebe ve velkých motorových gondolách a o využití zatahovacího podvozku. Také se experimentovalo s prosklením kabiny, ale k dokončení prototypů základních verzí: víceúčelové C3, bombardovací C2 a dálkově-průzkumné C1 už nedošlo.
|  |  |  |  |  |  |

## Specifikace (Ar 234B)

Ar 234B

### Technické údaje
- Posádka: 1
- Pohon: dva proudové motory Junkers Jumo 004B-1, B-2 nebo B-3 se statickým tahem 2 x 8,82 kN (900 kp).
- Rozpětí: 14,41 m
- Délka: 12,64 m
- Výška: 4,29 m
- Nosná plocha: 26,4 m²
- Hmotnost prázdného letounu: 5205 kg
- Vzletová hmotnost: 8 418 kg
- Maximální vzletová hmotnost: 9 800 kg

### Výkony
- Maximální rychlost: 742 km/h v 6 000 m
- Cestovní rychlost: 700 km/h
- Doba výstupu : 3,8 min (do 2000 m)
- Dostup: 10 000m m
- Dolet: 1 630 km (bez pum); 1 100 km s nákladem 1500 kg pum

### Výzbroj
- 2x pevné dozadu střílející kanóny MG 151/20 ráže 20 mm se zásobou 400 nábojů (instalované pouze u některých posledních sériových strojů)
- 3x puma SD nebo SC 500 (po 500 kg), resp. 1x puma SD/SC 1 000 (1 000kg) a 2x SD/SC 250 (po 250 kg), resp. 1x puma PC 1 400 nebo tři protipěchotní kazetové pumy AB 250 nebo AB 500.